# Campeonato Mundial de Hóquei no Gelo de 1979
O Campeonato Mundial de Hóquei no Gelo de 1979 foi a 46ª edição do torneio, disputada entre os dias 14 e 27 de abril de 1979, no Estádio Central Lenin, em Moscou, União Soviética. Oito times foram divididos em dois grupos de 4, e os dois melhores de cada grupo avançaram à Fase Final. Os quatro melhores times, então, jogaram mais duas vezes entre si na Fase Final.

## Campeonato Mundial Grupo A (União Soviética)

### Grupo 1
| Pos. | Time            | PJ | V | E | D | GP-GC   | Pontos |
| ---- | --------------- | -- | - | - | - | ------- | ------ |
| 1    | União Soviética | 3  | 3 | 0 | 0 | 19 - 05 | 6      |
| 2    | Suécia          | 3  | 2 | 0 | 1 | 16 - 17 | 4      |
| 3    | Alemanha        | 3  | 0 | 1 | 2 | 08 - 13 | 1      |
| 4    | Polônia         | 3  | 0 | 1 | 2 | 08 - 16 | 1      |

| 14 de abril     |     |         |  |
| União Soviética | 7-0 | Polónia |  |
|                 |     |         |  |

| 14 de abril |     |                    |  |
| Suécia      | 7-3 | Alemanha Ocidental |  |
|             |     |                    |  |

| 15 de abril |     |         |  |
| Suécia      | 6-5 | Polónia |  |
|             |     |         |  |

| 15 de abril     |     |                    |  |
| União Soviética | 3-2 | Alemanha Ocidental |  |
|                 |     |                    |  |

| 17 de abril        |     |         |  |
| Alemanha Ocidental | 3-3 | Polónia |  |
|                    |     |         |  |

| 17 de abril     |     |        |  |
| União Soviética | 9-3 | Suécia |  |
|                 |     |        |  |

### Grupo 2
| Pos. | Time            | PJ | V | E | D | GP-GC   | Pontos |
| ---- | --------------- | -- | - | - | - | ------- | ------ |
| 1    | Tchecoslováquia | 3  | 2 | 1 | 0 | 11 - 03 | 5      |
| 2    | Canadá          | 3  | 2 | 0 | 1 | 12 - 11 | 4      |
| 3    | Estados Unidos  | 3  | 0 | 2 | 1 | 06 - 09 | 2      |
| 4    | Finlândia       | 3  | 0 | 1 | 2 | 05 - 11 | 1      |

| 14 de abril |     |                |  |
| Canadá      | 6-3 | Estados Unidos |  |
|             |     |                |  |

| 14 de abril     |     |           |  |
| Tchecoslováquia | 5-0 | Finlândia |  |
|                 |     |           |  |

| 15 de abril     |     |        |  |
| Tchecoslováquia | 4-1 | Canadá |  |
|                 |     |        |  |

| 15 de abril    |     |           |  |
| Estados Unidos | 1-1 | Finlândia |  |
|                |     |           |  |

| 17 de abril |     |           |  |
| Canadá      | 5-4 | Finlândia |  |
|             |     |           |  |

| 17 de abril     |     |                |  |
| Tchecoslováquia | 2-2 | Estados Unidos |  |
|                 |     |                |  |

### Fase Final
| Pos. | Time            | PJ | V | E | D | GP-GC   | Pontos |
| ---- | --------------- | -- | - | - | - | ------- | ------ |
| 1    | União Soviética | 6  | 6 | 0 | 0 | 51 - 12 | 12     |
| 2    | Tchecoslováquia | 6  | 3 | 1 | 2 | 25 - 30 | 7      |
| 3    | Suécia          | 6  | 1 | 1 | 4 | 20 - 38 | 3      |
| 4    | Canadá          | 6  | 1 | 0 | 5 | 20 - 36 | 2      |

| 19 de abril     |     |        |  |
| União Soviética | 5-2 | Canadá |  |
|                 |     |        |  |

| 19 de abril     |     |        |  |
| Tchecoslováquia | 3-3 | Suécia |  |
|                 |     |        |  |

| 21 de abril |     |        |  |
| Suécia      | 5-2 | Canadá |  |
|             |     |        |  |

| 21 de abril     |      |                 |  |
| União Soviética | 11-1 | Tchecoslováquia |  |
|                 |      |                 |  |

| 23 de abril     |      |        |  |
| Tchecoslováquia | 10-6 | Canadá |  |
|                 |      |        |  |

| 23 de abril     |      |        |  |
| União Soviética | 11-3 | Suécia |  |
|                 |      |        |  |

| 25 de abril     |     |        |  |
| União Soviética | 9-2 | Canadá |  |
|                 |     |        |  |

| 25 de abril     |     |        |  |
| Tchecoslováquia | 6-3 | Suécia |  |
|                 |     |        |  |

| 27 de abril |     |        |  |
| Canadá      | 6-3 | Suécia |  |
|             |     |        |  |

| 27 de abril     |     |                 |  |
| União Soviética | 6-1 | Tchecoslováquia |  |
|                 |     |                 |  |

### Fase de Consolação
| Pos. | Time           | PJ | V | E | D | GP-GC   | Pontos |
| ---- | -------------- | -- | - | - | - | ------- | ------ |
| 5    | Finlândia      | 6  | 4 | 1 | 1 | 23 - 17 | 9      |
| 6    | Alemanha       | 6  | 3 | 1 | 2 | 27 - 21 | 7      |
| 7    | Estados Unidos | 6  | 2 | 2 | 2 | 22 - 20 | 6      |
| 8    | Polônia        | 6  | 0 | 2 | 4 | 15 - 29 | 2      |

| 18 de abril |     |                |  |
| Polónia     | 5-5 | Estados Unidos |  |
|             |     |                |  |

| 18 de abril |     |                    |  |
| Finlândia   | 5-2 | Alemanha Ocidental |  |
|             |     |                    |  |

| 20 de abril |     |           |  |
| Polónia     | 4-3 | Finlândia |  |
|             |     |           |  |

| 20 de abril        |     |                |  |
| Alemanha Ocidental | 6-3 | Estados Unidos |  |
|                    |     |                |  |

| 22 de abril    |     |           |  |
| Estados Unidos | 6-2 | Finlândia |  |
|                |     |           |  |

| 22 de abril        |     |         |  |
| Alemanha Ocidental | 8-1 | Polónia |  |
|                    |     |         |  |

| 24 de abril    |     |         |  |
| Estados Unidos | 5-1 | Polónia |  |
|                |     |         |  |

| 24 de abril |     |                    |  |
| Finlândia   | 7-3 | Alemanha Ocidental |  |
|             |     |                    |  |

| 26 de abril |     |         |  |
| Finlândia   | 4-2 | Polónia |  |
|             |     |         |  |

| 26 de abril        |     |         |  |
| Alemanha Ocidental | 5-2 | Polónia |  |
|                    |     |         |  |

## Campeonato Mundial Grupo B (Romênia)

### Grupo 1
| Pos. | Time              | PJ | V | E | D | GP-GC   | Pontos |
| ---- | ----------------- | -- | - | - | - | ------- | ------ |
| 1    | Alemanha Oriental | 4  | 4 | 0 | 0 | 30 - 06 | 8      |
| 2    | Romênia           | 4  | 2 | 1 | 1 | 22 - 16 | 5      |
| 3    | Áustria           | 4  | 2 | 1 | 1 | 15 - 20 | 5      |
| 4    | Dinamarca         | 4  | 1 | 0 | 3 | 08 - 18 | 2      |
| 5    | Hungria           | 4  | 0 | 0 | 4 | 10 - 25 | 0      |

| 16 de março |      |                   |  |
| Hungria     | 2-10 | Alemanha Oriental |  |
|             |      |                   |  |

| 16 de março |     |         |  |
| Roménia     | 7-7 | Áustria |  |
|             |     |         |  |

| 17 de março |     |         |  |
| Áustria     | 4-3 | Hungria |  |
|             |     |         |  |

| 17 de março |     |                   |  |
| Dinamarca   | 1-9 | Alemanha Oriental |  |
|             |     |                   |  |

| 18 de março |     |           |  |
| Roménia     | 4-1 | Dinamarca |  |
|             |     |           |  |

| 19 de março |     |         |  |
| Roménia     | 8-4 | Hungria |  |
|             |     |         |  |

| 19 de março |     |                   |  |
| Áustria     | 0-7 | Alemanha Oriental |  |
|             |     |                   |  |

| 20 de março |     |           |  |
| Hungria     | 1-3 | Dinamarca |  |
|             |     |           |  |

| 21 de março |     |           |  |
| Áustria     | 4-3 | Dinamarca |  |
|             |     |           |  |

| 21 de março |     |                   |  |
| Roménia     | 3-4 | Alemanha Oriental |  |
|             |     |                   |  |

### Grupo 2
| Pos. | Time          | PJ | V | E | D | GP-GC   | Pontos |
| ---- | ------------- | -- | - | - | - | ------- | ------ |
| 1    | Países Baixos | 4  | 4 | 0 | 0 | 29 - 08 | 8      |
| 2    | Noruega       | 4  | 3 | 0 | 1 | 16 - 13 | 6      |
| 3    | Suíça         | 4  | 2 | 0 | 2 | 13 - 17 | 4      |
| 4    | Japão         | 4  | 1 | 0 | 3 | 20 - 17 | 2      |
| 5    | China         | 4  | 0 | 0 | 4 | 08 - 31 | 0      |

| 16 de março |     |       |  |
| Noruega     | 5-1 | Suíça |  |
|             |     |       |  |

| 16 de março |     |               |  |
| Japão       | 5-6 | Países Baixos |  |
|             |     |               |  |

| 17 de março   |     |         |  |
| Países Baixos | 8-1 | Noruega |  |
|               |     |         |  |

| 17 de março |     |       |  |
| China       | 4-6 | Suíça |  |
|             |     |       |  |

| 18 de março |     |       |  |
| Japão       | 9-3 | China |  |
|             |     |       |  |

| 19 de março |     |         |  |
| Japão       | 3-4 | Noruega |  |
|             |     |         |  |

| 19 de março   |     |       |  |
| Países Baixos | 5-2 | Suíça |  |
|               |     |       |  |

| 20 de março |     |       |  |
| Noruega     | 6-1 | China |  |
|             |     |       |  |

| 21 de março   |      |       |  |
| Países Baixos | 10-0 | China |  |
|               |      |       |  |

| 21 de março |     |       |  |
| Japão       | 3-4 | Suíça |  |
|             |     |       |  |

### Fase Final
| Pos. | Time              | PJ | V | E | D | GP-GC   | Pontos |
| ---- | ----------------- | -- | - | - | - | ------- | ------ |
| 9    | Países Baixos     | 3  | 3 | 0 | 0 | 15 - 06 | 6      |
| 10   | Alemanha Oriental | 3  | 2 | 0 | 1 | 16 - 09 | 4      |
| 11   | Romênia           | 3  | 1 | 0 | 2 | 08 - 09 | 2      |
| 12   | Noruega           | 3  | 0 | 0 | 3 | 05 - 20 | 0      |

| 23 de março       |     |         |  |
| Alemanha Oriental | 9-2 | Noruega |  |
|                   |     |         |  |

| 23 de março |     |               |  |
| Roménia     | 2-3 | Países Baixos |  |
|             |     |               |  |

| 24 de março       |     |               |  |
| Alemanha Oriental | 3-4 | Países Baixos |  |
|                   |     |               |  |

| 24 de março |     |         |  |
| Roménia     | 3-2 | Noruega |  |
|             |     |         |  |

### Fase de Consolação
| Pos. | Time      | PJ | V | E | D | GP-GC   | Pontos |
| ---- | --------- | -- | - | - | - | ------- | ------ |
| 13   | Suíça     | 3  | 3 | 0 | 0 | 14 - 06 | 6      |
| 14   | Japão     | 3  | 2 | 0 | 1 | 17 - 10 | 4      |
| 15   | Áustria   | 3  | 1 | 0 | 2 | 08 - 13 | 2      |
| 16   | Dinamarca | 3  | 0 | 0 | 3 | 08 - 18 | 0      |

| 23 de março |     |       |  |
| Dinamarca   | 1-3 | Suíça |  |
|             |     |       |  |

| 23 de março |     |       |  |
| Áustria     | 2-3 | Japão |  |
|             |     |       |  |

| 24 de março |      |       |  |
| Dinamarca   | 4-11 | Japão |  |
|             |      |       |  |

| 24 de março |     |       |  |
| Áustria     | 2-7 | Suíça |  |
|             |     |       |  |

| Pos. | Time    | PJ | V | E | D | GP-GC   | Pontos |
| ---- | ------- | -- | - | - | - | ------- | ------ |
| 17   | Hungria | 4  | 0 | 0 | 4 | 10 - 25 | 0      |
| 18   | China   | 4  | 0 | 0 | 4 | 08 - 31 | 0      |

## Campeonato Mundial Grupo C (Espanha)
| Pos. | Time          | PJ | V | E | D | GP-GC   | Pontos |
| ---- | ------------- | -- | - | - | - | ------- | ------ |
| 19   | Iugoslávia    | 7  | 7 | 0 | 0 | 83 - 10 | 14     |
| 20   | Itália        | 7  | 6 | 0 | 1 | 64 - 17 | 12     |
| 21   | França        | 7  | 5 | 0 | 2 | 59 - 27 | 10     |
| 22   | Bulgária      | 7  | 4 | 0 | 3 | 35 - 28 | 8      |
| 23   | Reino Unido   | 7  | 2 | 0 | 5 | 23 - 68 | 4      |
| 24   | Espanha       | 7  | 2 | 0 | 5 | 25 - 48 | 4      |
| 25   | Coreia do Sul | 7  | 1 | 1 | 5 | 16 - 67 | 3      |
| 26   | Austrália     | 7  | 0 | 1 | 6 | 13 - 53 | 1      |

| 16 de março |     |               |  |
| Espanha     | 7-1 | Coreia do Sul |  |
|             |     |               |  |

| 16 de março |     |        |  |
| Bulgária    | 0-3 | França |  |
|             |     |        |  |

| 16 de março |      |        |  |
| Reino Unido | 0-12 | Itália |  |
|             |      |        |  |

| 16 de março |      |            |  |
| Austrália   | 0-10 | Iugoslávia |  |
|             |      |            |  |

| 17 de março |      |        |  |
| Austrália   | 4-12 | Itália |  |
|             |      |        |  |

| 17 de março |     |            |  |
| França      | 5-7 | Iugoslávia |  |
|             |     |            |  |

| 18 de março   |     |             |  |
| Coreia do Sul | 9-6 | Reino Unido |  |
|               |     |             |  |

| 18 de março |     |         |  |
| Bulgária    | 5-4 | Espanha |  |
|             |     |         |  |

| 19 de março |     |           |  |
| França      | 9-3 | Austrália |  |
|             |     |           |  |

| 19 de março |     |          |  |
| Reino Unido | 2-4 | Bulgária |  |
|             |     |          |  |

| 19 de março |      |               |  |
| Iugoslávia  | 18-0 | Coreia do Sul |  |
|             |      |               |  |

| 19 de março |      |        |  |
| Espanha     | 1-10 | Itália |  |
|             |      |        |  |

| 20 de março |     |             |  |
| Austrália   | 3-5 | Reino Unido |  |
|             |     |             |  |

| 20 de março |      |               |  |
| Itália      | 11-0 | Coreia do Sul |  |
|             |      |               |  |

| 21 de março |     |            |  |
| Bulgária    | 1-7 | Iugoslávia |  |
|             |     |            |  |

| 21 de março |     |         |  |
| França      | 8-2 | Espanha |  |
|             |     |         |  |

| 22 de março   |     |           |  |
| Coreia do Sul | 0-0 | Austrália |  |
|               |     |           |  |

| 22 de março |     |          |  |
| Itália      | 8-4 | Bulgária |  |
|             |     |          |  |

| 22 de março |      |        |  |
| Reino Unido | 3-15 | França |  |
|             |      |        |  |

| 22 de março |      |         |  |
| Iugoslávia  | 16-1 | Espanha |  |
|             |      |         |  |

| 24 de março |     |             |  |
| Espanha     | 4-6 | Reino Unido |  |
|             |     |             |  |

| 24 de março |     |        |  |
| Iugoslávia  | 4-2 | Itália |  |
|             |     |        |  |

| 24 de março   |      |        |  |
| Coreia do Sul | 3-15 | França |  |
|               |      |        |  |

| 24 de março |      |          |  |
| Austrália   | 1-11 | Bulgária |  |
|             |      |          |  |

| 25 de março |      |            |  |
| Reino Unido | 1-21 | Iugoslávia |  |
|             |      |            |  |

| 25 de março |     |        |  |
| França      | 4-9 | Itália |  |
|             |     |        |  |

| 25 de março   |      |          |  |
| Coreia do Sul | 3-10 | Bulgária |  |
|               |      |          |  |

| 25 de março |     |           |  |
| Espanha     | 6-2 | Austrália |  |
|             |     |           |  |

## Tabela do Campeonato Mundial
| Campeonato Mundial de 1979 | País            |
| -------------------------- | --------------- |
| Ouro                       | União Soviética |
| Prata                      | Tchecoslováquia |
| Bronze                     | Suécia          |
| 4                          | Canadá          |
| 5                          | Finlândia       |
| 6                          | Alemanha        |
| 7                          | Estados Unidos  |
| 8                          | Polónia         |

### Maiores Pontuadores
| Jogador                                     | Jogador           | G | A | Pts |
| ------------------------------------------- | ----------------- | - | - | --- |
| União das Repúblicas Socialistas Soviéticas | Vladimir Petrov   | 7 | 8 | 15  |
| União das Repúblicas Socialistas Soviéticas | Valeri Kharlamov  | 7 | 7 | 14  |
| União das Repúblicas Socialistas Soviéticas | Sergei Makarov    | 8 | 4 | 12  |
| União das Repúblicas Socialistas Soviéticas | Aleksandr Golikov | 5 | 7 | 12  |
| União das Repúblicas Socialistas Soviéticas | Boris Mikhailov   | 4 | 8 | 12  |
| Alemanha Ocidental                          | Marcus Kuhl       | 6 | 5 | 11  |
| Checoslováquia                              | Bohuslav Ebermann | 5 | 4 | 9   |
| Checoslováquia                              | Ivan Hlinka       | 4 | 5 | 9   |
| União das Repúblicas Socialistas Soviéticas | Helmut Balderis   | 4 | 5 | 9   |

## Tabela do Campeonato Europeu
| Campeonato Europeu de 1979 | País            |
| -------------------------- | --------------- |
| Ouro                       | União Soviética |
| Prata                      | Tchecoslováquia |
| Bronze                     | Suécia          |
| 4                          | Finlândia       |
| 5                          | Alemanha        |
| 6                          | Polónia         |